# Syrenka-Denkmal (Ludwika Nitschowa)

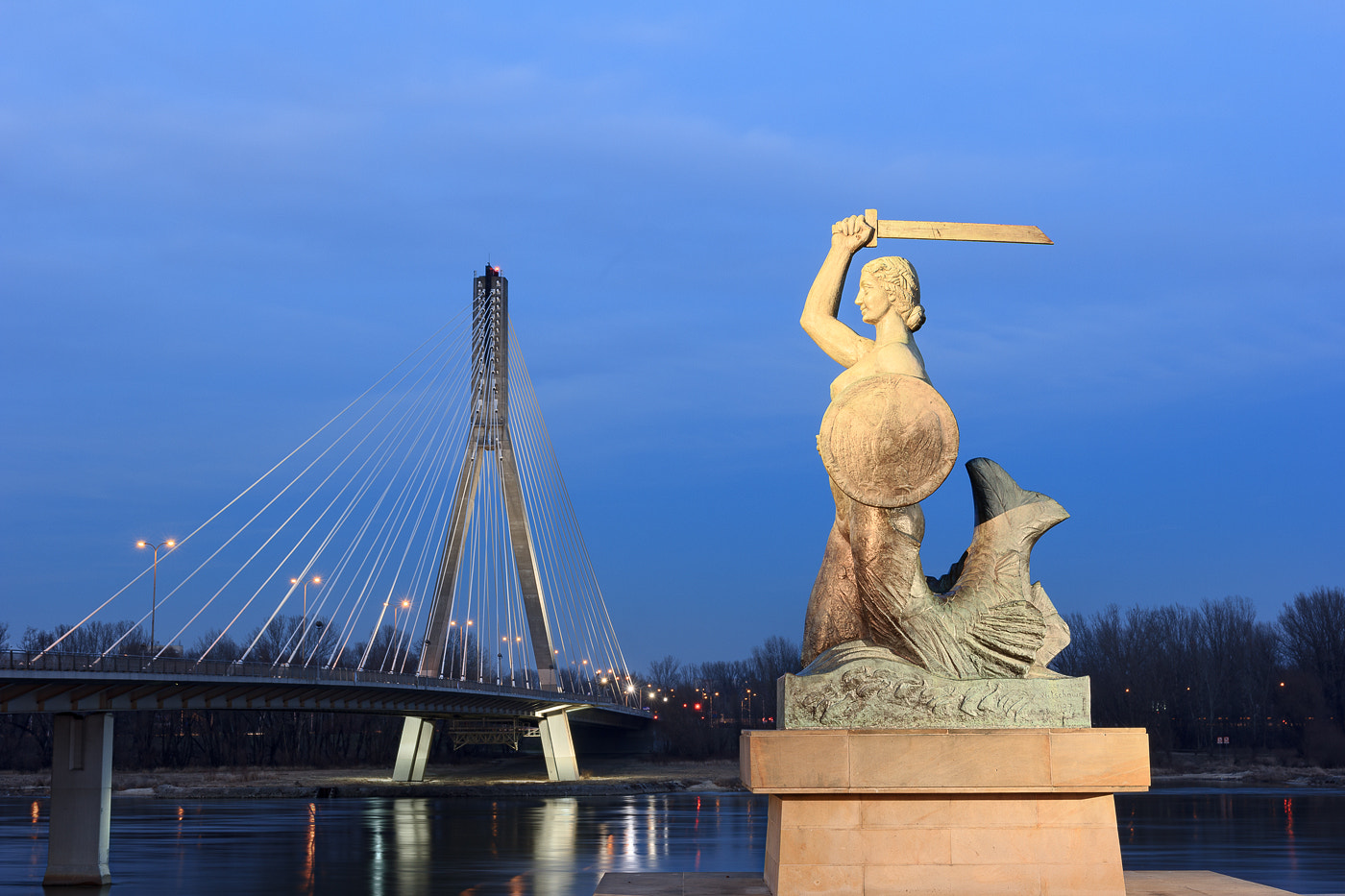
Von den Weichsel-Boulevard mit der Heiligkreuzbrücke im Hintergrund

Das Syrenka-Denkmal in Warschau (polnisch Pomnik Syreny) ist eine der bekanntesten Bronzestatuen in Polen und ein beliebter Treffpunkt auf den Weichsel-Boulevard in Powiśle.  

## Geschichte
Das Denkmal von Ludwika Nitschowa entstand von 1936 bis 1939 auf Initiative des Stadtpräsidenten Stefan Starzyński und spielt auf die Legende der Warschauer Seejungfer an. Nitschowa gab der Syrenka das Gesicht von Krystyna Krahelska, damals einer Studentin an der Universität Warschau und Cousine von Wanda Krahelska-Filipowicz, mit der Nitschowa befreundet war. Das Denkmal wurde im April 1939 am Weichselufer aufgestellt. Es überstand den Zweiten Weltkrieg beinahe unversehrt. 1949 wurden die Schäden repariert. 1966 wurden Wasserspiele an dem Denkmal angebracht. 2024 wurde das Denkmal von Klimaaktivisten mit Farbe begossen.

## Nachweise
- Encyklopedia Warszawy. Warszawa: Wydawnictwo Naukowe PWN, 1994, S. 511. ISBN 83-01-08836-2.
- Wiesław Głębocki: Warszawskie pomniki. Warszawa: Wydawnictwo PTTK Kraj, S. 55. ISBN 83-7005-211-8.